# Globalística
La Globalística és la disciplina acadèmica i filosòfica que estudia el mundialisme intentant superar simultàniament les limitacions i errors de les presumptes solucions proposades des de les diferents posicions parcials de caràcter politico-ideològic i utilitzant els mètodes i les teories de les diferents ciències particulars.
Eloy Rada García proposa la Globalística com una nova disciplina multidisciplinària, similar a l’emergència de la Sociologia o l’Economia.

## Història
El creixement dels estudis sobre fenòmens globals al partir de la segona meitat del segle XX va donar lloc a una nova branca científica, la Globalística, tot i que ha estat gairebé ignorada.
Inicialment, el terme «globalística» es referia a investigacions sistemàtiques sobre fenòmens i problemes globals des d’una perspectiva descriptiva i teòrica. Més endavant, es va començar a utilitzar per designar els estudis que analitzen els resultats d’aquestes investigacions, amb l’objectiu de formular teories generals i trobar una base comuna i una finalitat compartida.